# Щавнянська Магура
Щавня́нська Ма́гура — ботанічний заказник місцевого значення в Україні. Розташований у межах Болехівської міської ради Івано-Франківської області, на південь від села Козаківка.
Площа 253,6 га. Статус надано згідно з рішенням обласної ради від 12.03.2004 року № 350-10/2004. Перебуває у віданні Болехівської міської ради (Козаківське л-во, кв. 30, вид. 1-6, 8-12, 14-16; кв. 31, вид. 1-3, 5-10, 14-18, 20-25, 31-34; кв. 32, вид. 6-10, 14-16).
Статус надано з метою збереження частини лісового масиву на схилах долини потоку Щавна і річки Бряза, що в гірському масиві Сколівські Бескиди.